# 未来浪漫派
『未来浪漫派』（みらいろまんは）は、人間椅子の15枚目のアルバム。
2016年にはHQCDで再発された。

## 解説
2009年にはベスト・アルバム『人間椅子傑作選 二十周年記念ベスト盤』が1月に発売されたため、（やや変則的だが）同年に2作品のリリースとなった。また、それまで『真夏の夜の夢』が保持していた記録を上回る74分50秒という収録時間、「塔の中の男」（8分54秒）（ただし『黄金の夜明け』の「水没都市」は8分53秒でほぼ同じランニングタイムである）「深淵」（9分23秒）とそれまでの楽曲でも最長の楽曲、全13曲中和嶋による作詞が12曲、バンド名義で作曲された「秋の夜長のミステリー」（ちなみにこの楽曲では『踊る一寸法師』の「三十歳」よろしくメンバー全員がヴォーカルを掛け合っている）と、様々な意味でそれまでの人間椅子の作品の定型を破っている。

## 収録曲
| 全編曲: 人間椅子。 |                            |          |          |      |
| #                  | タイトル                   | 作詞     | 作曲     | 時間 |
| 1.                 | 「太陽の没落」             | 和嶋慎治 | 和嶋慎治 | 5:56 |
| 2.                 | 「輝ける意志」             | 和嶋慎治 | 鈴木研一 | 4:37 |
| 3.                 | 「浪漫派宣言」             | 和嶋慎治 | 和嶋慎治 | 5:23 |
| 4.                 | 「至福のロックンロール」   | 和嶋慎治 | 鈴木研一 | 3:45 |
| 5.                 | 「愛の法則」               | 和嶋慎治 | 和嶋慎治 | 6:12 |
| 6.                 | 「赤と黒」                 | 和嶋慎治 | 和嶋慎治 | 5:51 |
| 7.                 | 「冥土喫茶」               | 鈴木研一 | 鈴木研一 | 3:55 |
| 8.                 | 「塔の中の男」             | 和嶋慎治 | 和嶋慎治 | 8:54 |
| 9.                 | 「月下に捧ぐ舞踏曲」       | 和嶋慎治 | 鈴木研一 | 6:45 |
| 10.                | 「ヤマさん」               | 和嶋慎治 | 和嶋慎治 | 6:05 |
| 11.                | 「秋の夜長のミステリー」   | 和嶋慎治 | 人間椅子 | 4:31 |
| 12.                | 「ばっちりいきたい子守唄」 | 和嶋慎治 | 鈴木研一 | 3:23 |
| 13.                | 「深淵」                   | 和嶋慎治 | 和嶋慎治 | 9:23 |

## 演奏者
- 和嶋慎治 - ギター、ボーカル
- 鈴木研一 - ベース、ボーカル
- ナカジマノブ - ドラムス、ボーカル